# Стенли Коен
Стенли Коен е американски биохимик и носител на Нобелова награда за физиология или медицина през 1986 г.

## Биография

### Ранни години
Роден е на 17 ноември 1922 г. в Бруклин, Ню Йорк. Получава бакалавърска степен през 1943 г. от Бруклинския колеж, където специализира едновременно в областта на химията и биологията. След като работи като бактериолог в завод за преработка на мляко, за да печели пари, той получава магистърска степен по зоология от Оберлин колидж през 1945 г. Получава докторска степен от отдела по биохимия в университета в Мичиган през 1948 г.

### Научна дейност
През 1950 г. Коен работи с Рита Леви-Монталчини (съ-получател на Нобелова награда през 1986 г.) във Вашингтонския университет в Сейнт Луис. Той изолира невронен растежен фактор, а след това открива и епидермален растежен фактор (epidermal growth factor). Той продължава изследванията си върху клетъчни фактори на растежа след преминаването към университета Вандербилт вю през 1959 г. Неговите изследвания върху клетъчни фактори на растежа се оказват от съществено значение за разбирането на развитието на ракови заболявания и проектиране на лекарства против рак.

### Признание
Коен получава награда „Луиза Грос Хорвиц“ от Колумбийския университет заедно с Рита Леви-Монталчини през 1983 г. и Националния медал за наука през 1986 г.